# Gerville-la-Forêt
Gerville-la-Forêt est une ancienne commune française du département de la Manche et la région Basse-Normandie, associée à Vesly depuis le 1er janvier 1973 (arrêté préfectoral du 20 octobre 1972).
Bien que Vesly ait été rattaché au canton de Lessay, Gerville était resté dans le canton de La Haye-du-Puits, jusqu'à la réforme des collectivités territoriales de 2015 qui réunit la commune associée et sa commune chef-lieu dans le canton de Créances.
Un arrêté préfectoral du 15 septembre 2021 supprime le statut de commune associée à compter du 1er janvier 2022.

## Toponymie
Le nom de la localité est attesté sous la forme Gerivilla en 1080, Gerevilla en 1115, Gerevilla en 1146, Gervilla en 1209, Guerville en 1252, Guerville en 1431.
Il s'agit d'une formation toponymique médiévale en -ville au sens ancien de « domaine rural ».
Le premier élément Ger- représente plutôt le nom de personne vieux danois Geri, variante du vieux norrois Geiri, alors que son correspondant francique Giro, Gero est souvent invoqué.
Remarque : Gerville se situe dans la zone de diffusion de la toponymie norroise en Normandie. Homonymie avec Gerville (Seine-Maritime) et Gerville (Seine-Maritime, Criquetot-le-Mauconduit).
Le déterminant complémentaire la-Forêt ajouté en 1937 se réfère au bois du Mont-Castre, situé à proximité.

## Histoire
Le dernier seigneur de Gerville fut Léonor Kadot (1722-1805), né à Vesly et mort à Baudre. Il vit ses titres et droits féodaux brûlés publiquement le 20 octobre 1793.

## Administration
| Période                                                                                   | Période | Identité                        | Étiquette | Qualité |
| ----------------------------------------------------------------------------------------- | ------- | ------------------------------- | --------- | ------- |
| …1794                                                                                     | 1794…   | Jean La Banque                  |           |         |
| …1797                                                                                     | 1798…   | Jean Vallée                     |           |         |
| …1811                                                                                     | 1811    | Charles Duhérissier de Gerville |           |         |
| 1811                                                                                      | 1835    | François Dolbet                 |           |         |
| 1835                                                                                      | 1843    | Nicolas Vichard                 |           |         |
| 1844                                                                                      | 1848    | Jacques Pitance                 |           |         |
| 1848                                                                                      | 1852    | François Dolbet                 |           |         |
| 1852                                                                                      | 1856    | Jacques Pitance                 |           |         |
| 1857                                                                                      | 1865    | Jean Levesque                   |           |         |
| 1866                                                                                      | 1875    | Désiré Vichard                  |           |         |
| 1875                                                                                      | 1876    | Michel Pitance                  |           |         |
| 1876                                                                                      | 1879    | François Dolbet                 |           |         |
| 1879                                                                                      | 1881    | Michel Pitance                  |           |         |
| 1881                                                                                      | 1892    | Jean Pitance                    |           |         |
| 1892                                                                                      | 1915    | Jean Labanque                   |           |         |
| 1915                                                                                      | 1931    | Charles Piquois                 |           |         |
| 1931                                                                                      | 1942    | Jean Levesque                   |           |         |
| 1942                                                                                      | 1949    | René Lemonnier                  |           |         |
| 1949                                                                                      | 1964    | Gustave Housset                 |           |         |
| 1964                                                                                      | 1965    | Pierre Bliaux                   |           |         |
| 1965                                                                                      | 1973    | Jean Leconte                    |           |         |
| Une partie des données est issue de l'ouvrage "601 communes et lieux de vie de la Manche" |         |                                 |           |         |

| Période | Période | Identité      | Étiquette | Qualité     |
| ------- | ------- | ------------- | --------- | ----------- |
| 1973    | 1989    | Jean Leconte  | SE        |             |
| 1989    | 2020    | Michel Fréret | SE        | Agriculteur |
| 2020    | 2022    | Judith Pirou  | SE        |             |

## Démographie
| 1793 | 1800 | 1806 | 1821 | 1831 | 1836 | 1841 |
| ---- | ---- | ---- | ---- | ---- | ---- | ---- |
| 233  | 261  | 279  | 312  | 312  | 275  | 272  |

| 1846 | 1851 | 1856 | 1861 | 1866 | 1872 | 1876 |
| ---- | ---- | ---- | ---- | ---- | ---- | ---- |
| 291  | 300  | 246  | 243  | 225  | 199  | 186  |

| 1881 | 1886 | 1891 | 1896 | 1901 | 1906 | 1911 |
| ---- | ---- | ---- | ---- | ---- | ---- | ---- |
| 182  | 183  | 203  | 185  | 195  | 180  | 144  |

| 1921 | 1926 | 1931 | 1936 | 1946 | 1954 | 1962 |
| ---- | ---- | ---- | ---- | ---- | ---- | ---- |
| 125  | 108  | 128  | 145  | 102  | 115  | 112  |

| 1968 | 1975 | 1982 | 1990 | 1999 | 2006 | 2011 |
| ---- | ---- | ---- | ---- | ---- | ---- | ---- |
| 104  | -    | -    | -    | -    | 80   | 91   |

| 2016 | 2019 | - | - | - | - | - |
| ---- | ---- | - | - | - | - | - |
| 90   | 93   | - | - | - | - | - |

## Culture locale et patrimoine

### Lieux et monuments

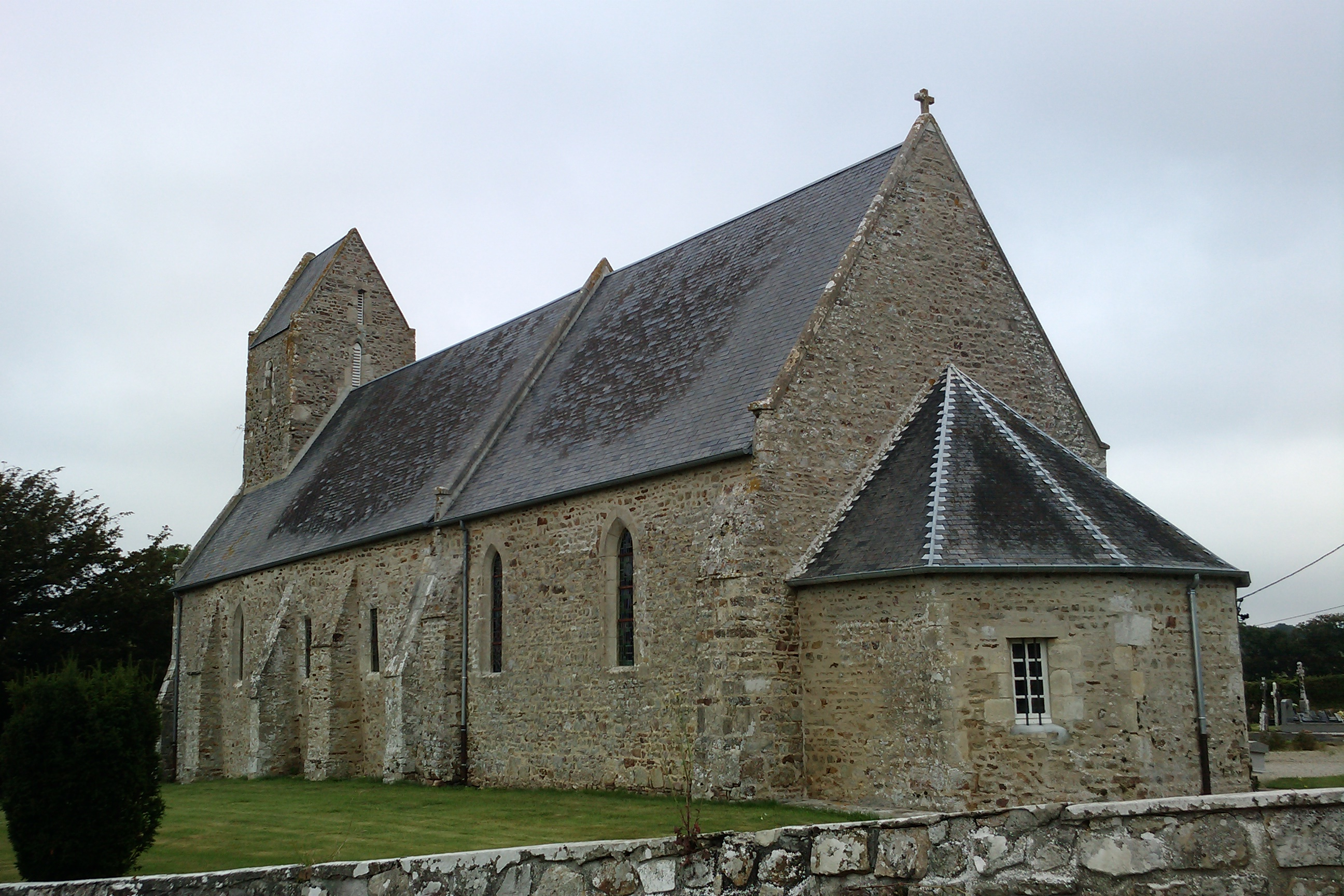
L'église Saint-Pair.

- Église Saint-Pair (XVIIe, XIXe – XXe siècles). L'église reconstruite en 1823 à la suite d'un incendie fut à nouveau incendiée en 1944 et restaurée. Elle abrite une Vierge à l'Enfant du XIVe classée au titre objet aux monuments historiques[15], une statuette Vierge de l'Apocalypse (XIVe), le tombeau de Charles de Gerville.
- Les Moitiers (XVIe siècle). Ancien fief du domaine royal que Saint Louis donna à Louis de Frü(s)camp, son bailli de Cotentin de 1230 à 1238, pour sa fidélité[5].
- La Grand Maison et sa tour du XVIe siècle. Ancienne possession des Bricqueville, des Kadot puis des Du Hérissier à partir de 1737[5].

### Personnalités liées à la commune
- Charles Alexis Du Hérissier de Gerville (1769-1853), né à Gerville, archéologue et historien.